# Randy Pausch
Randy Pausch, nome completo Randolph Frederick Pausch (Baltimora, 23 ottobre 1960 – Chesapeake, 25 luglio 2008), è stato un informatico statunitense anche noto per il libro L'ultima lezione.
Era professore di informatica, interazione uomo-computer e design presso la Carnegie Mellon University (CMU) di Pittsburgh, Pennsylvania.

## Carriera e riconoscimenti
Pausch si è laureato in Informatica alla Brown University e ha conseguito il suo Dottorato di Ricerca in Scienze Informatiche alla Carnegie Mellon University (CMU). È stato cofondatore, insieme a Don Marinelli, dell'Entertainment Technology Center (ETC) e ha creato un corso denominato Building Virtual Worlds presso la CMU, insegnandovi per dieci anni. È stato Presidential Young Investigator della National Science Foundation, e un membro della Lilly Foundation Teaching Fellow. Pausch è stato professore del Dipartimento di Informatica della University of Virginia's School of Engineering and Applied Science dal 1988 fino al 1997.
Ha quindi passato un periodo sabbatico tra la Walt Disney Imagineering e la Electronic Arts (EA), ed è stato consulente per Google in materia di interfaccia utente design. Pausch è autore o coautore di 5 libri e oltre 70 articoli, e il fondatore del progetto software Alice. Pausch ha ricevuto due premi dall'ACM nel 2007 come riconoscimento per i suoi successi nell'insegnamento dell'informatica: il Karl V. Karlstrom Outstanding Educator Award e l'ACM Special Interest Group on Computer Science Education Award for Outstanding Contributions to Computer Science Education. È stato inoltre nominato Fellow of the ACM nel 2007.

## La lotta col cancro
Il 19 settembre 2006 gli è stato diagnosticato un cancro al pancreas metastatizzato. Sottoposto a intervento chirurgico palliativo e chemioterapia, è rimasto attivo e vigoroso fino alla fine del 2007. Quando nell'agosto 2007 i medici gli hanno dato tra i tre e i sei mesi di discreta salute, si è ritirato con la sua famiglia in Virginia, ed è morto all'alba del 25 luglio 2008.

### Last Lecture, l'ultima lezione
Pausch ha tenuto la sua ultima lezione pubblica, la last lecture intitolata "Realizzate i vostri sogni d'infanzia" (in inglese Really Achieving Your Childhood Dreams), presso la Carnegie Mellon University, il 18 settembre 2007. Pausch ha tenuto la sua last lecture in seguito a una serie di lezioni in cui prestigiosi accademici hanno dibattuto sul tema di un ipotetico "esposto finale" sulla base della precisa domanda "quale massima provereste a comunicare al mondo se sapeste di avere un'ultima possibilità di farlo?". Prima di parlare Pausch ha ricevuto una lunga standing ovation da una platea di oltre 400 persone tra colleghi e studenti. Quando, invitando il pubblico a sedersi, ha scherzato "Fatemeli guadagnare" (questi applausi), qualcuno tra la folla gli ha risposto urlando "L'hai già fatto!". Durante la lezione, Pausch è stato ottimista e divertente, alternando battute ironiche a prospettive su informatica ed ingegneria e dimostrando efficacemente come mantenere collaborazioni multidisciplinari, lavorare in gruppo ed interagire con altre persone, offrire ispirate lezioni di vita ed essere brillanti nelle esposizioni.
Alla fine della lezione, Steve Seabolt – per conto della Electronic Arts – che ora sta collaborando con la CMU per lo sviluppo del software Alice 3.0, ha voluto rendere onore a Pausch istituendo una borsa di studio in Scienze Informatiche a lui intitolata riservata a sole donne, come riconoscimento per il suo impegno nell'insegnamento delle Scienze Informatiche e dell'Ingegneria rivolto alle donne. Il Presidente della CMU Jared Cohon ha ricordato con coinvolgimento emotivo l'umanità di Pausch e ha definito i suoi contributi all'università e all'istruzione "magnifici e importanti". Ha poi annunciato che la CMU celebrerà la sua memoria innalzando un ponte che collegherà i nuovi edifici della facoltà di Scienze Informatiche con il loro Centro per le Arti, a simboleggiare la strada che Pausch ha tracciato nel collegare queste due discipline. Infine, il Professore della Brown University Andries van Dam ha ripreso l'ultima lezione di Pausch con una malinconica quanto appassionata arringa, esaltandone il coraggio e l'attitudine alla leadership, definendolo un modello ed un mentore.

### La vicenda di Pausch sui mass-media
Pausch è stato nominato "Person of the Week" nel programma World News with Charles Gibson dell'emittente americana ABC il 21 settembre 2007. La sua last lecture ha avuto la capacità di attirare su di sé grande attenzione da parte dei media internazionali ed è diventata un vero e proprio successo su internet con oltre un milione di visualizzazioni nel primo mese dalla sua uscita. Il 6 ottobre 2007 Pausch si è unito ai Pittsburgh Steelers per un allenamento, invitato dall'organizzazione della squadra dopo aver espresso, tra i suoi desideri di infanzia esposti nella last lecture, il desiderio di giocare nella NFL. Il 22 ottobre 2007 Pausch è apparso al The Oprah Winfrey Show dove ha potuto riproporre la sua last lecture davanti ad un pubblico di milioni di telespettatori.
La casa editrice Hyperion (di proprietà della Disney) ha pagato 6,7 milioni di dollari per i diritti di pubblicazione di un libro biografico dal titolo The Last Lecture, con Pausch come coautore insieme al reporter del Wall Street Journal Jeff Zaslow. Fanatico dell'omonima serie, Pausch è stato invitato dal regista J. J. Abrams per un'apparizione nell'ultimo film di Star Trek. Abrams, venuto a conoscenza delle condizioni di Pausch, lo ha personalmente invitato sul set. Pausch ha accettato e, recatosi a Los Angeles per girare la sua scena, oltre all'apparizione ha avuto assegnata anche una battuta.

### Altre lezioni di Pausch
Pausch ha tenuto una versione aggiornata della sua lezione, intitolata Time Management, il 27 novembre 2007 presso la University of Virginia, di fronte ad un pubblico di oltre 850 persone.

## Libri
- Learning to Program with Alice, Brief Edition (con Wanda P Dann e Stephen Cooper) (2006) ISBN 0-13-239775-7
- L'ultima lezione (The Last Lecture) (2008) ISBN 1-4013-2325-1